# Минда, Освальдо
Ти́лсон Осва́льдо Ми́нда Суска́ль (исп. Tilson Oswaldo Minda Suscal; родился 26 июля 1983 года в Кито, Эквадор) — эквадорский футболист, полузащитник. Выступал в сборной Эквадора. Участник чемпионата мира 2014 года.

## Клубная карьера
Минда выпускник футбольной академии клуба «Аукас». В 2000 году он дебютировал за команду в эквадорской Серии А. За «Аукас» Освальдо выступал на протяжении восьми сезонов и дважды отправлялся в аренду в «Депортиво Куэнка» и «Эмелек». В 2008 году Минда перешёл в «Депортиво Кито». С новым клубом он трижды выиграл чемпионат Эквадора.
В 2012 году Освальдо подписал контракт с американским «Чивас США». 12 марта в матче против «Хьюстон Динамо» он дебютировал в MLS. 14 апреля в поединке против «Торонто» Минда забил свой первый гол за «Чивас».
В начале 2015 года Минда вернулся на родину, подписав контракт с «Барселоной» из Гуаякиль. 26 апреля в матче против ЛДУ Кито он дебютировал за новую команду. 15 октября 2016 года в поединке против «Депортиво Куэнка» Освальдо забил свой первый гол за «Барселону». В том же году он помог клубу выиграть чемпионат.

## Международная карьера
В 2008 году Минда дебютировал за сборную Эквадора.
В 2011 году он принял участие в Кубке Америки. На турнире Освальдо сыграл в матче против Бразилии.
В 2014 году Минда попал в заявку сборной на участие в чемпионате мира в Бразилии. На турнире он сыграл в матчах против Гондураса и Франции.

## Достижения
Командные
 «Депортиво Кито»
- Чемпионат Эквадора по футболу — 2008
- Чемпионат Эквадора по футболу — 2009
- Чемпионат Эквадора по футболу — 2011

 «Барселона» Гуаякиль
- Чемпионат Эквадора по футболу — 2016